# Zadychra
Zadychra (Branchipus) – rodzaj skorupiaka z rzędu bezpancerzowców. Zadychry są zwierzętami słodkowodnymi. W Polsce występuje zadychra pospolita (Branchipus schaefferi), żyjąca w okresowo wysychających zbiornikach wodnych. Jej obecność w zbiornikach, które przez długi czas wyglądały na wymarłe, tłumaczono sobie kiedyś tym, że zadychry spadają z nieba. 